# ASEAN ParaGames
Os ASEAN Para-Games são um evento multiesportivo disputados normalmente a cada dois anos exclusivamente por atletas do Sudeste Asiático com deficiências físicas, mentais ou sensoriais. Os ASEAN ParaGames são organizados pela Federação Paraolímpica da ASEAN e o país que sediar os Jogos do Sudeste Asiático deverá sediar também os Jogos,seguindo o mesmo modelo dos Jogos Paraolímpicos e dos Jogos Para-Asiáticos.

## História
Jogos anteriores
- A 1 º edição dos ParaGames, foi realizada em Kuala Lumpur, Malásia, entre 25 a 30 de Outubro de 2001,após os Jogos da ASEAN em ,este  foi o primeiro grande evento desportivo da Federação Paraolímpica da ASEAN (APSF).

A Federção foi concebida na reunião especial dos Comitês Paraolímpicos Nacionais dos países membros da ASEAN durante a décima edição dos Jogos Paraolímpicos Nacionais da Malásia,que contavam com atletas convidados de outros países da ASEAN. A realização dos Para Jogos,segue a o mesmo formato dos Jogos Paralímpicos e os Jogos Para-Asiáticos .
- 2ºASEAN ParaGames- foram realizados em Hanói,no Vietnã entre 19 a 27 de dezembro de 2003. Timor-Leste foi formalmente incluído nos Jogos e o número de participantes aumentou para 11
- 3º ASEAN ParaGames - foram realizados em Manila,nas Filipinas de 14 a 20 de dezembro de 2005.
- 4ºASEAN ParaGames - Nakhon Ratchasima, na Tailândia de 20 a 26 de janeiro de 2008.

Edições Recentes
- 5ª ASEAN ParaGames - Kuala Lumpur, Malásia de 15 a 19 de agosto de 2009.Originalmente,se esperava que o Laos fosse sediar esta edição.Mas,desistiu devido a dificuldades financeiras e a inexperência em eventos esportivos e em prover condições de acessibilidade aos para atletas

- 6º ASEAN ParaGames  - Suracarta, Indonésia em 2011
- 7º ASEAN ParaGames -  Nepiedó, Myanmar em 2013
- 8º ASEAN ParaGames -  Singapura em 2015

Jogos futuros
- 9ª ASEAN ParaGames - Kuala Lumpur, Malásia

## Países Participantes
| - Brunei - Camboja - Indonésia - Laos | - Malásia - Myanmar - Filipinas - Singapura | - Tailândia - Timor-Leste - Vietname |

## Objetivos
- Para promover a amizade ea solidariedade entre as pessoas com deficiência na região da ASEAN através do esporte;
- Para promover e desenvolver o esporte de forma diferente capacitado;
- Para reabilitar e integrar pessoas com deficiência na sociedade através do esporte.

## Esportes
- Atletismo
- Natação
- Halterofilismo
- Judô
- Xadrez
- Tiro com arco
- Esgrima
- Tiro
- Badminton
- Bocha
- Boliche
- Golbol
- Tênis de mesa
- Basquete em Cadeira de Rodas
- Tênis em Cadeira de Rodas
- Vôlei Sentado
- Vela